# ブレゲー G.11E
ブレゲー G.11E
ル・ブルジェ航空宇宙博物館に展示されているブレゲー G.111
- 用途：実験ヘリコプター
- 設計者：ルイ・ブレゲー
- 製造者：ブレゲー
- 初飛行：1949年5月21日
- 生産数：1機

ブレゲー G.11E （Breguet G.11E）は、第二次世界大戦終結後間もなくに飛行した二重反転式ローターを持つフランスの実験ヘリコプターである。1機のみが製作されただけで、資金不足のために開発は中止された。

## 設計と開発

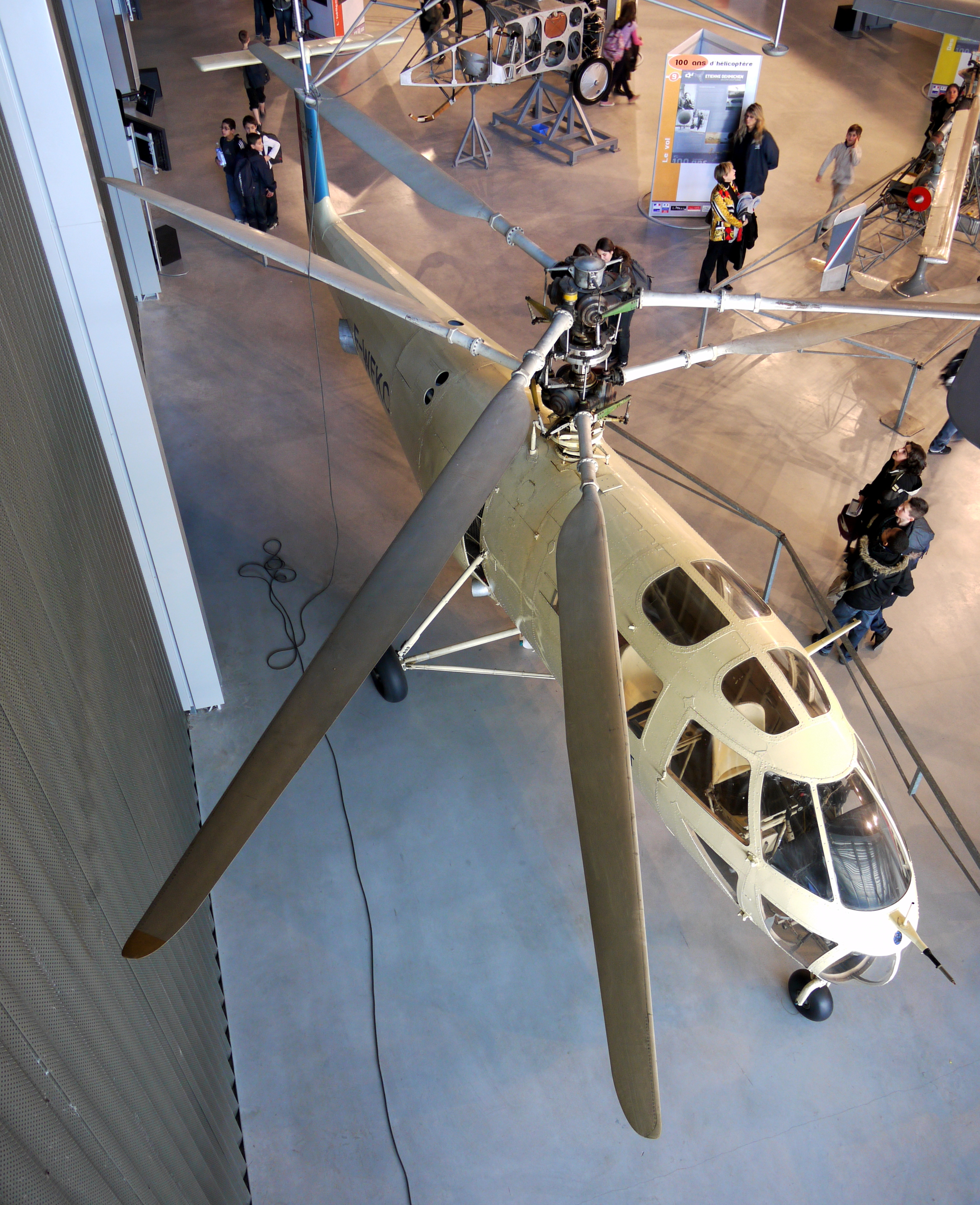

ルイ・ブレゲーは1908年に自身最初のヘリコプターのブレゲー＝リシャ ジャイロプレーンを設計したが、1935年のジャイロプレーン・ラボラトワールの方が大きな成功を収めた。この機はテイルローターを持たない代わりに同軸反転の主ローターを備えていた。第二次世界大戦後にブレゲーは、数名の乗客が搭乗可能な旅客ヘリコプターの案をもってフランス・ジャイロプレーン協会（Société Francaises du Gyroplane：SFG）に働きかけた。戦時中の研究であるG.34という名称の案を発展させて2名の乗客が搭乗可能なブレゲー G.11E、又はSociété Francaises du Gyroplane G.11Eとして知られる機体を開発した。
ずっと大型の機体であったが、G.11Eはジャイロプレーン・ラボラトワールと同様に3枚ブレードの二重反転式ローターを使用していた。当初は出力179 kW (240 hp)の強制冷却ファン付き空冷9気筒星形エンジン ポテ 9Eをローター・シャフト直下の胴体中央部に搭載し、エンジンとローター駆動部の間には6.5:1比の減速ギアを備えていた。ローターはテーパーのついたパイプ状の桁にリブを持つ構造で、前縁はジュラルミンで覆われ、その他の部分は金属に3層の合板を張ったものであった。ローターはフラッピングヒンジの上に載っており、ドラッグヒンジ・ダンパーを備えていた。操縦桿で一組のスワッシュプレートを介してサイクリックピッチを変化させ、ペダルでトルク補正、2つのローターの連動するコレクティブピッチを変化させてヨーイング制御を行った。機械式の慣性調速機がローターの加速を制限しており、緊急の場合にパイロットは調速機が制限している以上にコレクティブピッチを増大させることができた。
G.11Eの胴体はテーパーのついた円形断面で、前部は視界の良いガラス張りの機首に両側スライドドアを持つ軽合金製モノコック、後部は鋼管に羽布を張った構造であった。回転する度に発生するピッチ振動を防止するために操縦桿を介してサイクリックピッチを補正する可動式一体型水平尾翼の背の高いT字型尾翼を備える後部胴体は鋼管構造材に羽布を張ったものであった。広い軸間距離の降着装置は、首車輪が胴体下部から水平に張り出したV字型支柱と胴体側面から突き出した支柱に支えられていた。
初飛行は1949年5月21日に行われたが、試験ではG.11Eが出力不足であることが分かり、ポテ製エンジンをより大型の9気筒 星形エンジンである出力336 kW (450 hp)のプラット・アンド・ホイットニー R-985に換装することが決定された。この機体はG.111と改称され、エンジン出力の増強に伴いローター直径が1.00 m (3 ft 3 in)拡大され、胴体も480 mm (1 ft 7 in)延長されたことで更に2名分の余裕が生まれて乗客4名の搭乗が可能となった。空虚重量と最大重量も各々1,476 kg (3,254 lb)と1,476 kg (3,254 lb)へ増加した。
G.111の飛行試験は1951年に始まったが、翌年にSFGが破産宣告を受けたために完了しなかった。

## 派生型
G.11E乗客2名。ポテ 9E エンジン搭載。
G.111乗客4名。G.11Eのエンジンをプラット・アンド・ホイットニー R-985に換装。

## 要目 (G.11E)
出典: Gaillard (1991) p.91.
諸元
- 乗員: 1
- 定員: 乗客2
- 全長: 9.20 m （30 ft 2 in）
- 全高: 4.05 m （13 ft 3 in）
- ローター直径: 8.60 m （28 ft 3 in）
- 空虚重量: 850 kg （1,874 lb）
- 最大離陸重量: 1,300 kg （2,866 lb）燃料搭載量 120 l (26.4 imp gal; 31.7 US gal)[2]

性能
- 最大速度: 240 km/h （130 kn） 149 mph
- 巡航速度: 185 km/h （100 kn） 115 mph
- 航続距離: km （nmi） miles
- 実用上昇限度: 4,000 m （13,123 ft）